# Виллабасса
Виллабасса (итал. Villabassa) — коммуна в Италии, располагается в регионе Трентино — Альто-Адидже, в провинции Больцано.
Население составляет 1426 человек (2008 г.), плотность населения составляет 84 чел./км². Занимает площадь 17 км². Почтовый индекс — 39039. Телефонный код — 0474.
Покровителем коммуны почитается святой первомученик Стефан, празднование 26 декабря.

## Демография
Динамика населения:

## Администрация коммуны
- Официальный сайт: https://web.archive.org/web/20070311025545/http://www.gvcc.net/soci/villa_bassa.htm